# 埃格蒙宮

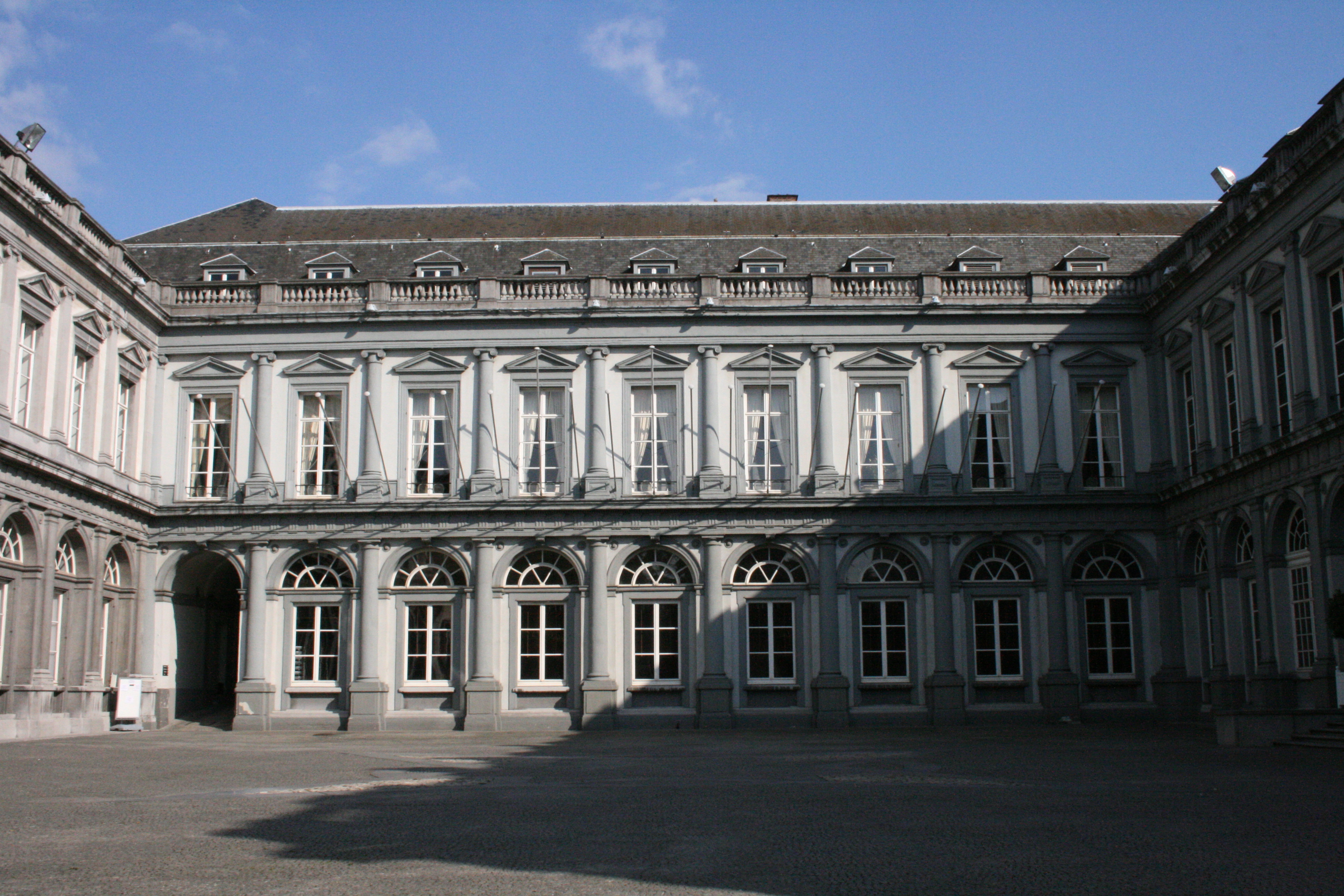
埃格蒙宮

埃格蒙宮（法語：Palais d'Egmont，法語發音：[palɛ dɛɡmɔ̃]）是位於比利時首都布魯塞爾的一座大型別墅建築，現在這裡是比利時外交部的辦公地點。埃格蒙宮修建於1548年至1560年期間。

## 外部連結
- Egmont Conference Centre

50°50′19″N 4°21′27″E / 50.8387°N 4.3576°E